# Röta

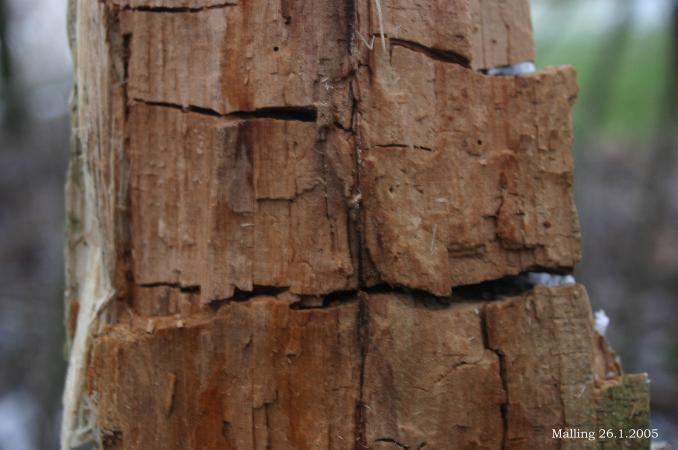
Brunröta

Röta är ett ord med ursprung i fornsvenskan, som syftar på många olika upplösningsprocesser och tillstånd, som förmultning, förruttnelse, rötsvampangrepp på ved (av brunrötesvampar, vitrötesvampar och mjukrötesvampar), potatisröta, rötning av lin och porös, smältande is. Förr användes ordet även om olika infektioner och inflammationer, som benröta (osteomyelit), tandröta (karies), rötfeber (kallbrand eller blodförgiftning) och lungröta (en mykoplasmainfektion hos hästar).
I slanguttrycket "Vilken röta" har ordet "röta" betydelsen "tur". I enlighet med slangens förkärlek för ironiska vändningar kan uttryckets betydelse ursprungligen ha varit "otur".